# Gentrificação

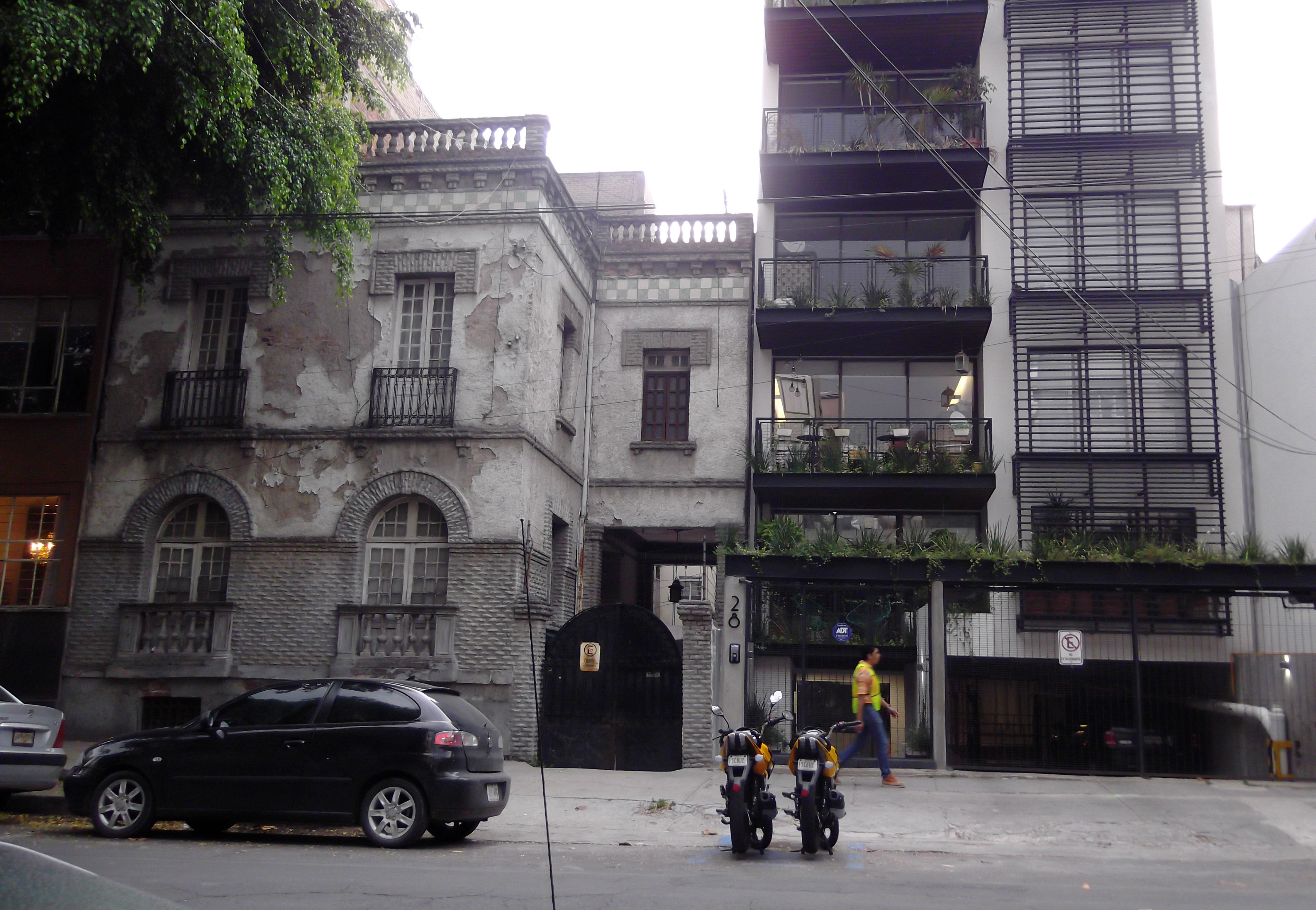
Prédios danificados do início do século XX ao lado de uma nova torre de loft em Colonia Roma, na Cidade do México

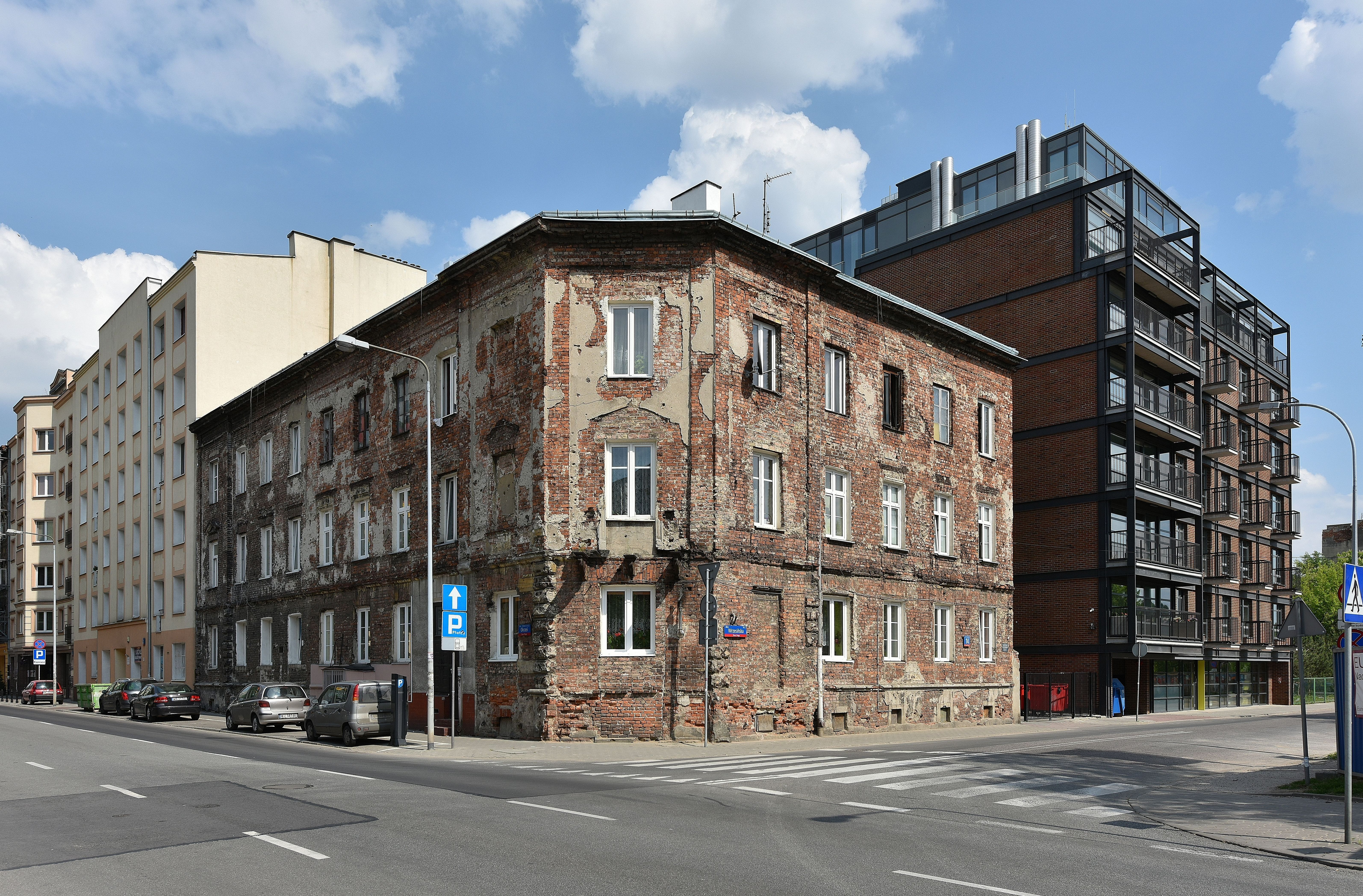
Gentrificação no bairro de Praga em Varsóvia

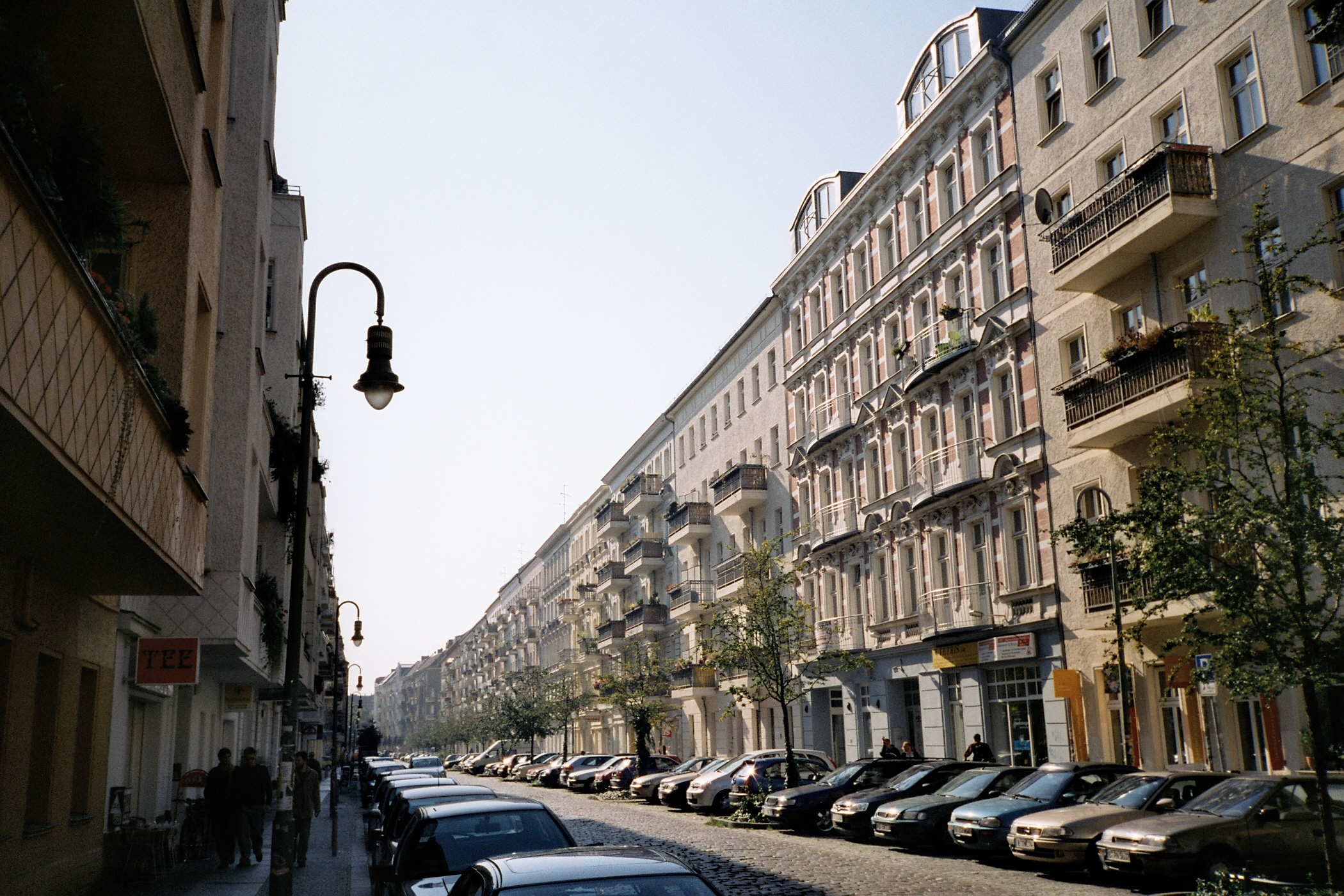
Edifícios na rua Mainzer em Berlim

Gentrificação (do inglês gentry, "pessoas bem-nascidas") é um conceito sociológico que acarreta a substituição física, económica, social e cultural de um bairro ou uma área urbana proletária para burguesa após a compra de propriedades, e sua consequente revalorização no mercado através do influxo de residentes e empresas mais abastados. É um tema comum e controverso na política e planejamento urbano. A gentrificação geralmente aumenta o valor econômico de um bairro, mas o deslocamento demográfico resultante pode se tornar um grande problema social. A gentrificação, muitas vezes, vê uma mudança na composição racial ou étnica de um bairro e na renda familiar média à medida que a habitação e os negócios se tornam mais caros e os recursos que antes não eram acessíveis são ampliados e melhorados.
O processo de gentrificação é tipicamente o resultado do aumento da atração para uma área por pessoas com renda mais alta que se espalham por cidades, vilas ou bairros vizinhos. Outras etapas são maiores investimentos em uma comunidade e na infraestrutura relacionada por empresas de desenvolvimento imobiliário, governo local ou ativistas comunitários e desenvolvimento econômico resultante, maior atração de negócios e menores taxas de criminalidade. Além desses benefícios potenciais, a gentrificação pode levar à migração e deslocamento da população. Em casos extremos, a gentrificação pode ser provocada por uma bomba de prosperidade. No entanto, alguns veem o medo do deslocamento, que domina o debate sobre a gentrificação, como um obstáculo à discussão sobre abordagens progressistas genuínas para distribuir os benefícios das estratégias de redesenvolvimento urbano.

## No Mundo
Associados aos políticos, ao grande capital e aos promotores culturais, os planejadores urbanos, agora planejadores-empreendedores, tornaram-se peças-chave dessa dinâmica. Esse modelo de mão única, que passa invariavelmente pela gentrificação de áreas urbanas "degradadas" para torná-las novamente atraentes ao grande capital através de megaequipamentos culturais, tem dupla origem, americana (Nova-York) e européia (a Paris do Beaubourg), atingindo seu ápice de popularidade e marketing em Barcelona, e difundindo-se pela Europa nas experiências de Bilbao, Lisboa e Berlim.

Otília Arantes, in A Cidade do Pensamento Único: Desmanchando Consensos
Este fenômeno é mundial, e é encontrado principalmente em países desenvolvidos ou em desenvolvimento onde renda média e a população são crescentes e os bairros nobres começam a "invadir" seus vizinhos menos nobres, empurrando para mais distante as periferias. Existem diversos exemplos em países como Inglaterra, Estados Unidos, Canadá, Espanha, entre outros.
A Organização das Nações Unidas para a Educação, a Ciência e a Cultura (UNESCO) criou uma mesa redonda para debater como o processo de gentrificação vem ocorrendo no sudeste asiático, nos países árabes, na Espanha, e em outros países, em comparação com o que ocorre tradicionalmente na América do Norte. Essa mesa redonda objetiva reunir especialistas mundiais para debater quais são as consequências físicas dessas modificações, e quais suas implicações socioeconômicas e culturais para os habitantes de distritos históricos em cidades tão diversas como Seul, Lahore, Karachi, Moscou, Marraquexe, Quito, Cuenca, Barcelona e Málaga e Istambul, dentre outras.
São criticados por alguns estudiosos do urbanismo e de planejamento urbano devido ao seu  caráter excludente e privatizador. Outros estudiosos, como o sociólogo Richard Sennett da Universidade Harvard, consideram demagógico o caráter das críticas, argumentando que problemas urbanos não se resolvem com benevolência para com as camadas mais pobres da população e, na sua opinião, só se resolvem com alternativas que reativem e recuperem a economia do local degradado.
Segundo autores de orientação ideológica à extrema esquerda, os processos de gentrificação estariam colocando em risco a "coesão social" e a inclusão de distritos históricos, levando mesmo, em alguns casos, a uma transformação social brutal e a despejos forçados.

## Em Portugal
Apesar das críticas que são predominantes no debate sobre o tema, geralmente conduzido por setores da esquerda sociológica, a gentrificação é um fenómeno que resulta também em impactos positivos nas cidades e da sua transformação natural no seu processo de modernização. Segundo Vera Gouveia Barros, Economista, Especialista em Turismo, em painel da Assembleia Municipal de Lisboa realizado em 2018, de acordo com dados recolhidos em inquéritos efetuados, a população da cidade vê com bons olhos o turismo e que este, gera empregos novos na cidade. Por outro lado, Luís Mendes, Geógrafo, Licenciado em Geografia e Mestre em Estudos Urbanos, referiu em intervenção que o boom turístico criou novos negócios e permitiu a reabilitação de prédios, situação que é patente nas cidades de Lisboa e Porto e que por outro lado, graças ao turismo, também muitos portugueses são lançados no negócio do arrendamento de quartos, muitos jovens desempregados dão os primeiros passos no mercado de trabalho, mas isso nem sempre significa empregos com direitos e rendimentos acima da média, ainda que as receitas do turismo tenham contribuído para a recuperação económica do País, e da cidade, durante e após a crise.
Comentando o impacto económico resultante do fenómeno turístico Vítor Costa, Presidente da Região de Turismo de Lisboa referiu no mesmo painel que em termos do emprego, no ano de 2015, o emprego total das atividades turísticas na cidade de Lisboa, correspondia a 35,7% da população residente empregada e que em termos de exportações o turismo representava cerca de 72,5%, o que do ponto de vista económico, são números bastante impressionantes sobre o peso da atividade turística na cidade de Lisboa.
Segundo Brandelli Ribeiro, em Dissertação de 2017, com o tempo, a cidade ganhou visibilidade, conseguiu atrair turistas de forma crescente e o olhar de investidores internacionais. Entretanto, devido as interferências causadas pela promoção da imagem da cidade e o crescimento do turismo, ficam cada vez mais evidentes as transformações no tecido urbano, nomeadamente na economia, nos mercados imobiliário e habitacional e que devido a recuperação da paisagem habitacional a concentração do património histórico, cultural, e arquitetônico ficou ainda mais interessante.
No entanto, há que atender aos impactos negativos. A partir de 2014, quando Lisboa liderou o crescimento turístico europeu, com um valor superior aos 15%, a gentrificação e turistificação levou a que os preços começassem a subir sem qualquer controle que não os mecanismos de mercado. Muitas lojas históricas e  comércios mais antigos fecharam portas por falta de viabilidade e recursos económicos para pagamento de rendas mais elevadas e em bairros típicos da cidade, como Alfama, existem 56% de casas convertidas em apartamentos turísticos, acompanhada por uma subida avassaladora do preço das rendas. Os despejos forçados aumentaram para permitir a reabilitação e modernização dos prédios e apartamentos e para os transformar em alugueres turísticos de curta duração situação que nos últimos anos tem vindo a ser combatida pelas autoridades municipais com medidas de contenção de alojamento local nos bairros históricos. Na cidade do Porto também existem sinais evidentes de gentrificação, também no centro e nos chamados "bairros típicos".

## No Brasil

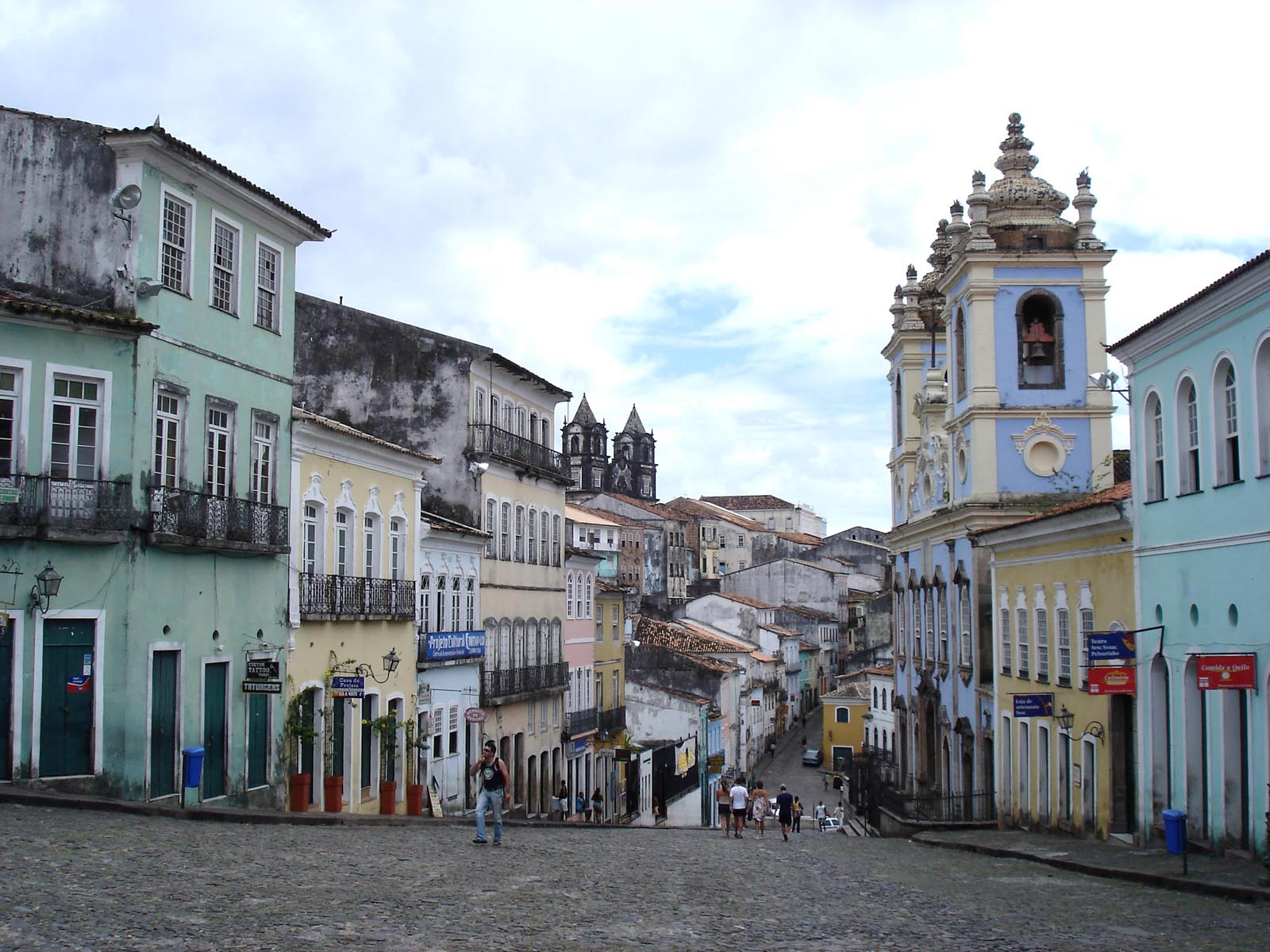
Pelourinho, centro histórico de Salvador, que passou por um processo de gentrificação.

Embora o processo de urbanização brasileiro apresente diferenças significativas em relação ao mundo anglo-saxão - onde já existe uma tradição de estudos sobre gentrificação - no Brasil também ocorrem, sobretudo nas grandes cidades, casos de mudanças de perfil de renda, decorrentes de retirada e substituição de população local, ligadas a operações urbanas de  "renovação", "requalificação", "revitalização" e assemelhados. Esses casos têm sido tratados pelos estudiosos como processos de gentrificação.
Entre os vários estudos, destacam-se aqueles relacionados ao bairro do Pelourinho e ao papel do patrimônio cultural e histórico em processos de gentrificação, em Salvador. A Operação Pelourinho, como ficou conhecido o projeto de recuperação de um dos mais expressivos conjuntos arquitetônicos do período colonial brasileiro, poderia ser considerada uma das primeiras operações de gentrification no Brasil. No centro histórico da cidade de Salvador, o Pelourinho sofreu uma reforma "relâmpago" quando em 1992 foi aberta pelo governo do Estado uma licitação para que empresas privadas realizassem a reforma com um prazo de 150 dias para a conclusão das obras (Fernandes et al., 1995, p. 47). Feita em curto espaço de tempo, a reforma foi muito criticada em vários pontos, especialmente por ter sido executada praticamente à revelia das instâncias municipais e federais de preservação. Atualmente, o Pelourinho é um grande centro cultural e o coração da trade turística de Salvador. No entanto, esta profilaxia social resultou numa remoção forçada de milhares de residentes da classe trabalhadora para a periferia da cidade, onde eles têm encontrado dificuldades econômicas significativas.

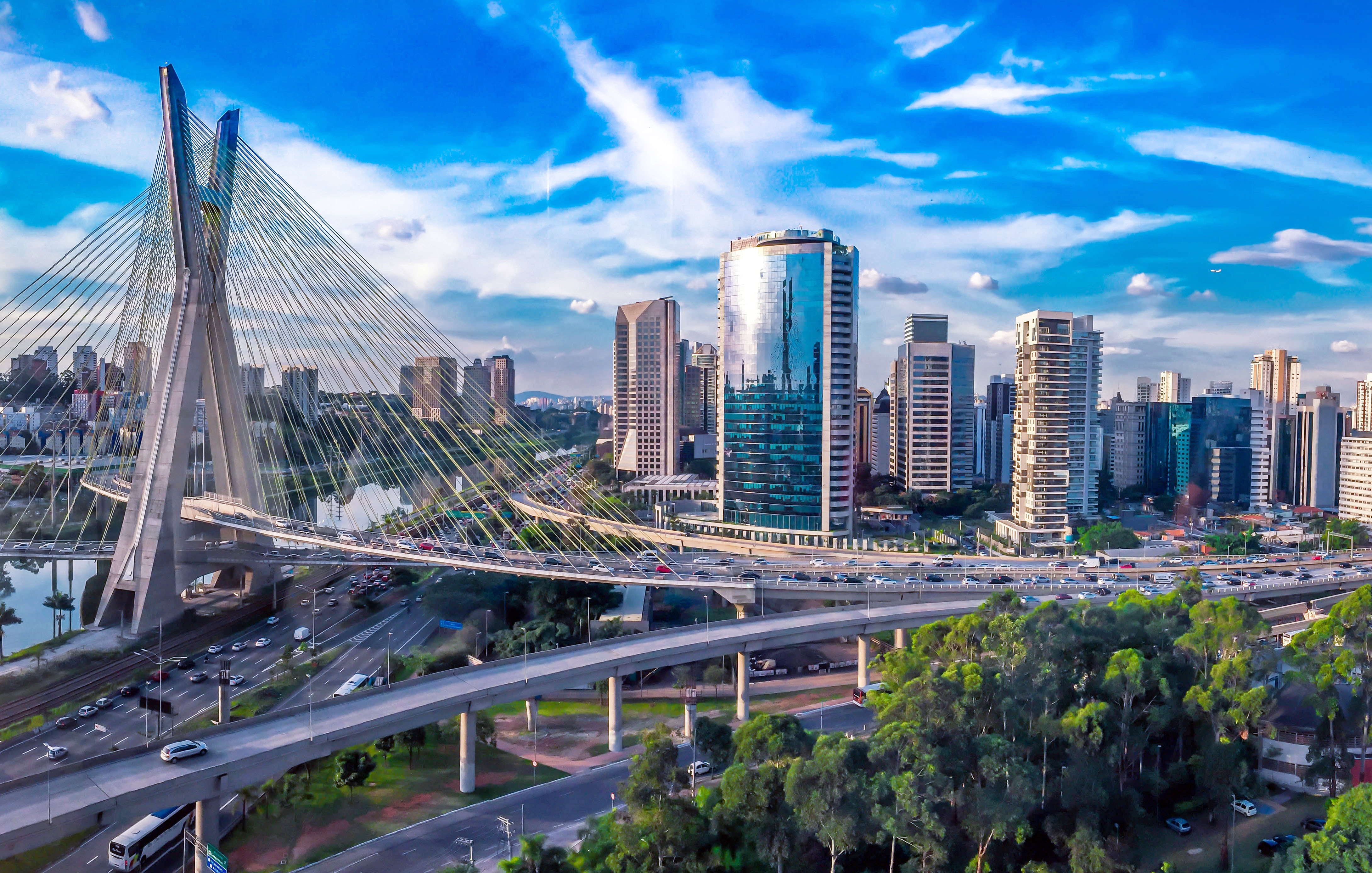
Brooklin Novo, uma das áreas mais gentrificadas de São Paulo.

Em 1993 o bairro do Recife Antigo, Recife que fora, em 1910, reconstruído segundo o modelo da Paris de Haussmann. Foi assinado um acordo com a Fundação Roberto Marinho e a empresa Akzo do Brasil (Tintas Ypiranga) para pintar as fachadas do Bairro do Recife Antigo. O Projeto Cores da Cidade, que também se realizou no Rio de Janeiro., foi um dos primeiros resultados práticos da  "revitalização" do Bairro, efetuada no sistema de parcerias: a Akzo doava as tintas, os proprietários arcavam com a mão-de-obra, a prefeitura supervisionava as reformas e dava incentivos fiscais aos proprietários, e a Fundação Roberto Marinho (FRM) assegurava a divulgação das reformas em rede nacional de televisão.
 Na realidade, os processos de gentrificação estão agora cada vez mais colocando em risco a coesão social e a inclusão de distritos históricos, levando mesmo, em alguns casos, a uma transformação social brutal e a despejos forçados.
Ela também pode se dar através de um processo mais ou menos lento e contínuo (saturação), observado ao longo de décadas ou séculos, e acompanhado de perda significativa do patrimônio histórico, como os ocorridos em certos bairros da região metropolitana do Rio de Janeiro, notadamente em Copacabana (Rio) e Icaraí (Niterói).